# Banksia repens
Banksia repens är en tvåhjärtbladig växtart som beskrevs av Jacques-Julien Houtou de La Billardière. Banksia repens ingår i släktet Banksia och familjen Proteaceae. Inga underarter finns listade i Catalogue of Life.